# Blanceran
Blanceran is een bestuurslaag in het regentschap Klaten van de provincie Midden-Java, Indonesië. Blanceran telt 3421 inwoners (volkstelling 2010).